# 장서로 (옥천군)
장서로(Jangseo-ro)는 충청북도 옥천군 옥천읍에 있는 도로로, 총 연장은 1.183 km이다. 도로의 명칭이 유래된 것은 옥천읍 장야리와 서대리를 연결하는 도로에서 따왔기 때문이다.

## 역사
- 2019년 8월 20일 : 도로명으로 장서로를 고시

## 지리

### 주요 경유지
- 옥천군
  - 옥천읍 (장야리 - 서대리)

### 접촉하는 도로
- 마장로
- 문장로
- 동부로
- 테크노밸리로

### 주요 건물 및 시설
- 칼라조립식건축자재 (장서로 43/서대리 10-6)